# 月野かすみ
月野 かすみ（つきの かすみ、2002年1月26日 - ）は、日本のAV女優。事務所はオールプロ、アローズを経てリスタープロ所属。

## 略歴
2020年10月、DEEP'S（ディープス）の専属女優としてAVデビュー。
デビュー時よりオールプロに所属していたが、後にアローズ（2021年4月からオールプロのグループの1社となった）所属となる。
2021年5月より専属を離れ、企画単体女優となる。
2024年6月17日週FANZA通販フロアランキングにて、『「先生もうイッちゃったよ!」 一回きりの火遊びのはずがボクを汗だく密着中出しセックスで痴女沼にハメてくる教え子と放課後ラブホで課外授業 月野かすみ』（h.m.p）が10位にランクイン。
6月24日週FANZA通販ランキングでは『最低な彼氏と私の言いなりNTR記録 月野かすみ』（MAXING）が7位ランクイン。
9月23日週FANZA通販ランキングでは『夫の部下に言い寄られ… 自宅で裏切りのNTR 月野かすみ』（MAXING）が初登場9位ランクイン。
同年11月11日週FANZA通販フロアにて、『エッチなお義姉さん好きですか? 僕の兄貴のお嫁さんは巨乳と中出しOKで僕を誘惑 月野かすみ』が初登場7位にランクイン。同年12月24日、光文社『FLASH』が独自集計した「FLASHセクシー女優ランキング2024」39位。
2025年2月17日週FANZA通販フロアランキングにて『やりすぎ家庭教師 月野かすみ』（h.m.p.）が初登場10位となる。
同年5月19日週FANZA通販フロアランキングにて、『G親友の妹と3年ぶりに偶然再会。「ずーっと片思いしてました。」と告白されて何度も種付け性交した2日間』が初登場7位を記録。

## 人物
神奈川県鎌倉市出身。趣味は茶道・料理、特技は書道・着付け。
小学5年でDカップあり、中学にはGカップになっていた。初体験は17歳の時で、相手は同級生の彼。
地元の鎌倉でディープスのスタッフにナンパされ、マジックミラー便で下着を見せてほしいといった撮影交渉をされ、月野はこれがAVの撮影だとは思っていなかったが断った。マジックミラー便を降りてすぐに別のスタッフから声をかけられ、雑誌の取材と称して後日会い、後にAVメーカーのスタッフであることを明かされ、AV出演を勧められた。AV出演の話を持ちかけられてショックを受けるが、自信のない自分やコンプレックスだった大きな胸を褒めてもらったことで「コンプレックスを活かして自分に自信が持てるかもしれない」と思い、AV出演を決意した。
「月野かすみ」という名前は自身で考えた。

## 作品

### アダルトビデオ
- たいせつに育てられた清らかな心とカラダ 18歳新人 月野かすみ AVデビュードキュメント 鎌倉生まれの箱入り娘。 マジックミラー便では口説けなかったお嬢様女子大生がカメラの前でセックスするまで――（10月7日、DEEP'S）
- 初イキ! 本能で感じた3SEX 押し寄せる痙攣絶頂、限界のその先へ（11月19日、DEEP'S）
- 月野かすみの風俗天国 5種類の風俗で最高級のおもてなし!（12月7日、DEEP'S）

- 中出し解禁 3本番10発 ナマと中出しで覚える大人のセックス（1月7日、DEEP'S）
- 清楚な剛毛 恥じらいセックスで未処理マン毛が愛液と精子でべっとり濡れる（2月7日、DEEP'S）
- 初めてできた彼女が同級生のDQNたちからめちゃくちゃに寝取られてしまいました。 僕は手も繋いだことがないのに…（3月7日、DEEP'S）
- 理性が破綻した情欲の3日間 先輩の自慢の色白巨乳彼女を寝取って生ハメしまくって何度も中出しした（4月7日、DEEP'S）
- 私のミスで超怖い上司とまさかの出張相部屋 隠していた濃いマン毛をイジられてレズレ×プされ続けた3日間（5月19日、レズれ!）
- 月野かすみ 2枚組8時間 COMPLETE BEST 大切に育てられた色白巨乳のお嬢様のデビューから中出し、卒業作品までの全7タイトル収録（6月7日、DEEP'S）※単体ベスト
- 会社の飲み会で終電を逃した僕に「うちに泊まっていきます?」と巨乳の後輩女子が小悪魔な囁き。 部屋着の胸チラ誘惑に負けて何度もSEXした（6月19日、OPPAI）
- 絶対にナマで連射させてくれる 連続中出しソープ（6月25日、本中）
- 終電を逃した僕を泊めてくれたバイトの先輩… ノーブラ部屋着から弾け出たおっぱいブルンに我慢できず夜明けまでヤリまくった!（7月1日、ワンズファクトリー）
- 家事代行サービスの巨乳お姉さんからおっぱい密着 & 乳首責めで射精されまくる日々。月野かすみ（7月13日、E-BODY）
- 「イッてないってば…ッ!」 強がるクセに痙攣失禁しちゃって絶対何度もイッてる巨乳捜査官を尋問追撃ピストン 月野かすみ（7月19日、OPPAI）
- 囁きW淫語レズ 〜痴女ビアンに言葉責めされる女体化した僕〜（7月19日、レズれ!）
- 私、先生の赤ちゃん欲しいの♡ 一回だけの遊びのつもりが僕を本気誘惑してくる巨乳生徒と放課後子作り課外授業 月野かすみ（7月25日、本中）
- 「もう射精してるってばぁ!」状態の家庭教師のボクを汗だく密着中出しで痴女ってくる教え子 月野かすみ（8月1日、ワンズファクトリー）
- 逆セクハラ!逆レ●プ! 校内で噂の巨乳ビッチ3人組から【乳首・アナル・亀頭】女子●生ハーレム3点責めで犯された僕 (教師)。月野かすみ 稲場るか 姫咲はな（8月13日、E-BODY）
- スペンス乳腺開発クリニック 月野かすみ（8月19日、OPPAI）
- 彼女の妹に愛されすぎてこっそり子作り性活♡ 月野かすみ（8月25日、本中）
- 発育しきった10代巨乳に我を失った絶倫顧問の暴走ピストンに汗だく潮吹きアクメ 月野かすみ（9月7日、ワンズファクトリー）
- むっちりスケベな美巨乳妻を孕ませたくて何度も中出ししまくった旦那不在の危険日36時間 月野かすみ（9月21日、E-BODY）
- 部屋連れ込み隠し撮りSEX そのまま勝手にAV発売（10月15日、DOC）
- 隣の生意気女子がウチを"避難所"にして入り浸るので…。 無防備イマドキJ●にわからせ潮吹きアクメ 月野かすみ（10月19日、MOODYZ）
- 1日1組限定の隠れ宿! 常に若女将が密着つきっきりで丁寧に貴方の肉棒をもてなす最高の射精旅館 月野かすみ（10月19日、Fitch）
- 町内会専用 肉便器巨乳妻 月野かすみ（10月21日、グローリークエスト）
- いきなり街角拘束乳首トランス BDSM キミが身動きできないように拘束して乳首弄り倒してアゲル さつき芽衣 月野かすみ（11月2日、MOODYZ）
- コンドームが破れてまさかの生ハメ! 超加速するピストンで何度も中出し! 月野かすみ（12月7日、ワンズファクトリー）
- 人妻に媚薬を盛られておっぱいが感じまくっちゃう 剛毛女子○生キメレズセックス 月野かすみ 加藤ツバキ（12月7日、レズれ!）
- 女子●生タダマン白書 003 発育のいい巨乳おっぱい かすみちゃん(18) 匂いフェチ、パイズリ、フェラ好き、乳首責め好きJ●初出し動画（12月7日、ナンパJAPAN）
- 隣の変態大家におっぱいを揉まれ毎日犯されてます 月野かすみ（12月14日、unfinished）
- 生理的に無理なアイツのチ○ポの餌食にされ続けた夫のいない魔の13日間 月野かすみ（12月21日、グローリークエスト）
- 時給アップと引き換えに極悪店長の性処理業務を受け入れた巨乳バイトの深夜シフトNTR 月野かすみ（12月21日、OPPAI）
- 究極スリム巨乳ボディ 有坂深雪 清楚で美巨乳Jカップ 月野かすみ E-BODY全7タイトル全コーナー入りコンプリートBEST8時間（12月21日、E-BODY）※単体ベスト
- 連れ子の巨乳女子○生を犯す 父親近親相姦（12月24日、TMA）
- もしかして… 僕の大好きな彼女はAV女優かもしれない… 〜ある日、AVを観たら僕の彼女にそっくりな女の子がAV男優にイカされて中出しされていた〜 月野かすみ（12月28日、本中）

- 女スパイの惨い事 PANIC THE SPY WOMAN Tragedy- 2 淫獄の闇に狂い泣く妖艶の月 月野かすみ（1月11日、Baby Entertainment）
- 金さえあればデキる! 巨乳娘大人買い中出し 朝倉ここな 月野かすみ（1月18日、MOODYZ）
- チクビアン 3 ビンビン乳首こねくりレズ性交（1月25日、レズれ!）
- 【マジックミラー号25周年記念作品】 女子〇生限定 彼女さん! 彼氏のチ○ポ当ててください!! inマジックミラー号 シリーズ最多!! おち〇ぽ総数25本 6名出演全員SEXの特別版（1月27日、SODクリエイト）
- 乳首舐めベロちゅう手コキ Ⅱ 濃厚なベロちゅうでフル勃起したチ○ポを手コキで射精に導くドS凄テクAV女優（2月15日、グローリークエスト）
- お互いのイキ顔を見ながらSEX漬けにされる剛毛姉妹孕ませ調教 月野かすみ 宝生めい（2月15日、Fitch）
- 家出少女とオジサンの小さな恋の物語 月野かすみ（2月20日、プラネットプラス）
- ある日、短小早漏の僕のチ○ポと学年一の絶倫ガン反りチ○ポが入れ替わり 振られかけの彼女を死ぬほどイカせて中出し三昧 月野かすみ（2月22日、本中）
- Jcup 乳首開発 ―ポルチオ超え乳首アクメ― 月野かすみ（2月23日、Materiall）
- 暴虐蕩揺放置デビル・シェイカー 腹部強制痙攣 × 秘唇固定電マ×胸部淫猥吸引 = 女体制御不能昇天 Part2 全身性感地獄に狂い逝く女たち（3月22日、Baby Entertainment）
- 凄テクでノンケ巨乳がイキ狂う レズ堕ちポルチオエステ 月野かすみ 宮村ななこ（3月22日、レズれ!）
- はだかの家政婦 全裸家政婦紹介所 月野かすみ（4月5日、プラネットプラス/裸婦趣向）
- 百合枯らし オス汁まみれで汚された純情百合カップルNTRレ●プ 月野かすみ 沙月恵奈（4月19日、無垢）
- 96cm天然巨乳Jcupボディ! 月野かすみBEST（4月19日、OPPAI）※単体ベスト
- オヤジって乳首責められると変な声出すからベロキスで黙らせてやるからな! 沙月恵奈 月野かすみ（5月3日、MOODYZ）
- 女子●生ビリビリ電流拘束拷問 月野かすみ（5月26日、Materiall）
- チクビアン 4  ビンビン乳首こねくりレズ性交（6月28日、レズれ!）
- 人妻の花びらめくり 月野かすみ（7月19日、人妻援護会/エマニエル）
- 唾液ダラダラ顔面deep舐めフェラチオ（7月21日、Materiall）
- 胸熱のエンドレス乳なぶり汗だくSEX Jcup神乳 月野かすみ（8月9日、TEPPAN）
- 剛毛オマ○コ舐めさせ美少女 おねだりクンニで匂い立つ膣穴肛門を舌になすりつけマン毛しゃぶらせSEXで発情イキする爆乳お嬢様J系ちゃん 月野かすみ（8月16日、DEEP'S）
- ナチュラルハイ夏スペシャル 敏感（恥）巨乳痴● 2022 完全版 10人全員SEX 乳首吸いVer. 2枚組8時間（8月25日、ナチュラルハイ）
- マジックミラー号×素人潮吹きSP企画! 水着ギャルが初めての潮吹きで連続イキ! オイルマッサージで勝手に指入れされて感じまくる押しに弱いギャルは中出しも断れない!?（9月8日、ナチュラルハイ）
- 夫婦念願の田舎暮らし… だがそこで農業従事者様のデカチンをめりめり挿れられてめろめろにされた妻 月野かすみ（9月13日、JET映像）
- 「あなたの彼女、寝取ります」 彼女のことが好きすぎて、寝取り屋に寝取らせ依頼をしてしまった 月野かすみ（10月4日、かぐや姫Pt/妄想族）
- お金欲しさに軽い気持ちで臨んだパパ活。 case.8 女子大生 かすみ（10月16日、MAXING）
- 「突然、咲いた恋とレズ」 ベロキスクンニでデコレーションされたHカップとHカップの百合記録 乙アリス 月野かすみ（10月25日、レズれ!）
- 姪っ子に来る日も来る日も拘束×強制射精させられマジで困ってます。 月野かすみ（11月15日、ドグマ）
- マジックミラー号 × Materiall セックスontheビーチ狙いのチャラ男ども自慢のテク試してみる? 逆3ピーW巨乳挟み責めに耐えたら中出し連チャン! 逆ナンパSP! 月野かすみ 乙アリス（11月23日、Materiall）
- 「我慢しよ?」 低身長巨乳痴女S-Cuteデビュー! 月野かすみ（12月6日、S-Cute）※配信作品のDVD版
- チクビアン 5  ビンビン乳首こねくりレズ性交（12月27日、レズれ!）

- NTR速報 ワイの大好きな彼女が目の前で! イケメン出張ホスト達にプッシー開発されています（1月3日、こぐま/妄想族）
- おま●この形状まるわかり! 薄いパンツの上からマン汁ぬるぬる透けオナニー 9（1月3日、かぐや姫Pt/妄想族）
- 初めてお酒を飲んで酔った親友の彼女を寝取って中出ししまくった 月野かすみ（2月16日、MAXING）
- 素人娘の全裸図鑑 29  今時の女の子13名が恥らいながら脱衣していく様子をじっくり撮影した、変態紳士のためのヘアヌードコレクション（3月21日、かぐや姫Pt/妄想族）
- 羞恥! おっぱいや膣穴尻穴までも視姦された私…日給8万円だけど制服が逆バニーなファミレスアルバイト! 2（3月23日、サディスティックヴィレッジ）
- 完ナマWIFE 09  高貴な24歳港区セレブ妻快楽堕ち かすみ（3月27日、MERCURY）
- 引きこもりで陰キャなくせに巨乳で可愛いウチの姉ちゃんは僕のチ●ポしか舐めない。 月野かすみ（4月7日、ドリームチケット）
- 素人ナンパでセンズリ鑑賞 15  見るだけでいいんです! だからちょっと僕のチ●ポ見てもらえませんか?（4月18日、かぐや姫Pt/妄想族）
- ノーハンドフェラは奴隷の証! 7  手を使わずにフェラチオする12人の素人娘（4月18日、かぐや姫Pt/妄想族）
- 着衣パイズリ露出 デカ過ぎる胸を隠しながらこっそり挟射を楽しむJ乳ちゃん（4月20日、SUN）
- 彼女のいもうとに痴女られました…見るからに巨乳で痴女ビッチな妹と彼女の留守中に何度もハメて完全にドハマりしたボク。 月野かすみ（5月9日、クリスタル映像）
- 2人は「責めたい!」「責められたい!」 ネコタチ逆転の濃密ガチレズドキュメント 月野かすみ 一条みお（5月9日、ビビアン）
- 【巨乳密着マッサージ編】常に性交ビキニマッサージ10 10周年記念! Fカップ以上の至極のS級スタイルセラピストに癒されつくす!（5月17日、SODクリエイト）
- 《中出しドキュメント》 天然Jカップ最強美乳女神 月野かすみ@ノースキンズ!（5月11日、ノースキンズ）※配信作品のDVD版
- 【B96cm W57cm H85cm】 潮吹き中出し特化型アクメエステ天国 月野かすみ（5月25日、BonキュンBon）※配信作品のDVD版
- 素人バラエティ 街歩く高学歴女子大生限定! ナマでスルより気持ち良い‘めちゃうすシート’越しにチンマンこすってみませんか? 体温伝わる極薄シート素股でデカチンの温もりを感じた敏感マ○コは潤いすぎてヌチャ音が止まらない! 偶然のフリをして自分から巨根を捻じ込んで、騎乗位激ピス! 受精確定の連続（浮気）中出しも拒めないなんて!（6月22日、サディスティックヴィレッジ）
- 【個撮】どこでもフェラ12 11人（7月11日、かぐや姫Pt/妄想族）
- 雨に濡れた女子○生の透けブラがエロすぎる!! 無意識に誘惑してくるので今から即モミします（7月20日、DANDY）
- ヘアヌード大図鑑～真夏のビキニ美少女編（7月25日、S級素人）
- 南国リゾートエステ盗撮 バカンスに訪れたビキニ娘4名（8月3日、素人39）
- これぞ王道 神ビキニ 月野かすみ  昭和アイドルやキャンギャル、令和グラドルまで多くの女子の秘部を隠してきたビキニを巨乳や美乳、パイパンから剛毛、無防備ワキやハミ毛を超接写で舐め回す 絶対脱がさない完全着衣だからこそのポロリやハミ出しAV（8月10日、親父の個撮）
- 真夏の素人水着ギャル祭り! 素股オイルマッサージでカチカチち○ぽがアソコに擦れて赤面発情! 水着は恥ずかし汁まみれ! そのまま生で擦り合わせて、ヌルヌルワレメに結局つるんっと入って生中出し!! 赤面女子5周年記念特別編 撮り下ろし8人480分（8月11日、赤面女子）
- マジックミラー号 ハードボイルド 卒業式直後! 就職するJ○に実施する入社前健康診断! 青空の下、発育中の乳房やピンク乳首を弄られ極太器具でキツマンを拡張された初心娘の膣は羞恥心に反して純情愛汁垂れ流し! 覚えたてのエッチも拒めず6人全員中出ししちゃうなんて!（8月24日、サディスティックヴィレッジ）
- いびつな性癖、勃起M男を虐めたい。 月野かすみ（9月5日、S-Cute）※配信作品のDVD版。
- 都内某所にある搾精治療クリニック 一見他と変わりない病院だが、やはり男性患者殺到の理由がそこにあった!! 手淫・口淫・性交による施術を行うと噂の巨乳看護師たち。いったいどのような献身的な治療なのか!? 知る人ぞ知る駆け込み寺的泌尿器科を徹底調査!!（9月12日、SCOOP）
- イキすぎ注意! 体位が変わるたびに絶頂! イキ様が凄い美白美人妻 / 月野かすみ（10月31日、マザー）
- 秘書in...（脅迫スイートルーム） 月野かすみ（11月3日、ドリームチケット）
- NTR介護 「ジジイの言うことを真に受けるな」と教えたのに、純粋な妻はつい優しく接してしまい、付け込まれてセクハラを受け、要求がエスカレートして中出しセックスされる 月野かすみ（11月7日、ミセスの素顔/エマニエル）
- 傷心旅行で出会った女の子が可愛すぎてエッチすぎる 月野かすみ（11月7日、S-Cute）※配信作品のDVD版。
- ラブトラ! -Love Triangle- ボクを奪い合う逆3Pハーレム 原作・diletta 、イラスト・あくせま 累計4万部超えの超人気作実写化!! 乙アリス 月野かすみ（11月7日、MOODYZ）
- お仕事中すみません! 美脚で美髪で良い香りがする美容部員さんを休憩中にナンパして路上車内で痴漢ごっこでストレス発散! ハメズボSEXで潮吹きまくり!（11月9日、サディスティックヴィレッジ）
- 神乳（カミパイ）フェチ蜜写! 敏感なJカップをねちっこく責めると、あどけない顔がビッチな淫女へ変わっていく…。月野かすみ（11月9日、カミパイ）
- 「ウチの娘は淫乱症なんです…」SEXが大好き過ぎて親が心配するほど手当たり次第にヤリまくっちゃう…そんな悩めるビッチ美女子が通う若年淫乱症改善支援センター（11月9日、.WorKs/FALENO TUBE）
- 女教師レズビアン雌奴隷 ～悪魔のような美少女の微笑みマゾ調教～ 月野かすみ 由良かな（11月14日、ビビアン）
- セクハラママさんバレー! 7 ハイレグブルマ姿の人妻9人が挑む過酷なエロトレーニング（12月5日、かぐや姫Pt/妄想族）
- マスクをつけることを条件に感度ビンビンの巨乳な従順マ〇コとゴムを付けずにハメ撮り種付け性交（12月12日、BAZOOKA）

- ノーハンドフェラは奴隷の証! 10 手を使わずにフェラチオする11人の素人娘（1月2日、かぐや姫Pt/妄想族）
- ご主人様が勃起したら即性処理巨乳汗だく全裸メイドにチ○ポ見張られ性活 五日市芽依 月野かすみ（1月11日、Materiall）
- 昔、貧乳だとバカにしてきた同級生が入院してきたので、退院までの5日間生ハメさせても寸止め騎乗位でイキ我慢強制して中出しさせてあげないチ○ポいじめ痴女ナース 月野かすみ（1月23日、本中）
- 素人娘の全裸図鑑 33  今時の女の子12名が恥らいながら脱衣していく様子をじっくり撮影した、変態紳士のためのヘアヌードコレクション（1月23日、かぐや姫Pt/妄想族）
- 羞恥! 彼氏連れ素人娘をマシンバイブでこっそり攻めまくれ! 24 素人 VS マシンバイブ 激安居酒屋にマジックミラー特設スタジオを設置 ハッピーメリーマシンバイブ! クリも子宮もまとめて絶頂させる激ピス波動エグち!（1月25日、サディスティックヴィレッジ）
- 全てが天然 純白美巨乳Jカップ月野かすみ 中出し8時間BEST（1月30日、本中）※単体ベスト
- オナサポ!! 女子○生 着衣で全裸で挑発的ダンス 5（2月6日、かぐや姫Pt/妄想族）
- しつけの為に預かった巨乳姪っ子の自由奔放な無防備ノーブラの乳首チラたわわな横乳に堅物オヤジが我慢出来ずおっぱい吸い付き激揉み中出し 月野かすみ（2月20日、OPPAI）
- 実写版 美人教師は羞恥の虜 月野かすみ（3月19日、FunCity/妄想族）
- 「今日はどっちにする?」 不特定多数の男を連れ込み定期的におつまみセックスする剛毛ビッチ母娘丼アパート 月野かすみ 加藤ツバキ（3月20日、Materiall）
- 修学旅行の夜、こっそり布団の中で何度もイカセてレズに目覚めさせてしまった同級生に数年後… 夫が近くにいるのに密着スロー乳首舐めでレズ返しされた私（4月11日、ナチュラルハイ）
- 「ひそひそ声が聞こえる中で…」エアコンが壊れた夜行バスの狭い座席で年末帰省中に爆乳レズビアンに痴漢される汗だく爆乳女子大生 星乃夏月 月野かすみ（4月23日、レズれ!）
- 中出し人妻不倫旅行 月野かすみ（4月27日、ビッグモーカル）
- 桜春女学院の男優 スキャンダル厳禁なセレブ嬢の歪んだドM性癖を満たす特務執行 4.8万部超の人気シリーズ実写化 月野かすみ（5月21日、MOODYZ）
- SEXYギャル 拘束逝かせ 生意気ギャルに鉄槌を! 月野かすみ（5月21日、ミル）
- 「パイズリまでなら浮気じゃないよね」 押しに弱そうな草食隣人さんに胸チラ誘惑し毎晩挟んで誘いSEXにもちこむJカップ巨乳奥さん 月野かすみ（5月23日、YONAKA）
- 友達の前でどこまでエッチなことできますか? Episode7 feat.FALENOTUBE（5月23日、FALENO TUBE）
- 恥辱の家庭訪問 月野かすみ（5月28日、オーロラプロジェクト・アネックス）
- 五日市芽依、レズ解禁。 はじめてものがたり 五日市芽依 月野かすみ（6月4日、アタッカーズ）
- 【個撮】どこでもフェラ 15 11人（6月18日、かぐや姫Pt/妄想族）
- 寝取らせ検証『綺麗な裸を残しておきたい』メモリアルヌード撮影で共演した夫よりも若いモデルの他人棒を見て愛液を垂らした妻はその後、SEXしてしまうのか? vol.17（6月20日、コスモス映像）
- 休日に彼女と。性欲ヤバメの彼女と種付け温泉旅行 月野かすみ（7月2日、S-Cute）※配信作品「かすみ 4」(scute1460)のDVD版。
- SNSで見つけた制服女子と初めてエッチするためラブホに来たら… 想像以上の巨乳痴女で何度もイカせて何度も中出ししちゃいました… 月野かすみ（7月9日、クリスタル映像）
- 乳首開発電車 6（7月11日、ナチュラルハイ）
- 出張パーソナルトレーニングのインストラクターにデカチン見せつけセックス交渉 ストイックなアスリート程性欲旺盛で鍛えられたマ〇コは締め付け抜群という巷の噂が本当なのか検証します!（7月11日、アイエナジー）
- 「先生もうイッちゃったよ!」 一回きりの火遊びのはずがボクを汗だく密着中出しセックスで痴女沼にハメてくる教え子と放課後ラブホで課外授業 月野かすみ（7月23日、h.m.p DORAMA）
- 接吻コントロール 月野かすみ（8月4日、ワープエンタテインメント）
- セフレちゃん かすみ ー会えば絶対ヤラせてくれる女ー（8月6日、ティーチャー/妄想族）
- 若奥様の性癖暴露～M男体験ドキュメント～ 私、普通のセックスしかしたことないんです…。だけどM男に恋しちゃいました… かすみさん（8月13日、犬/妄想族）
- 最低な彼氏と私の言いなりNTR記録 月野かすみ（8月16日、MAXING）
- おっぱいがこぼれそうな巨乳ビキニギャル & M男くんが密室2人きりww 「ほら精子出しなよ///でも勝手に出しちゃダメぇ～」 敏感すぎるM男に大発情 & ドS痴女覚醒乳首舐め手コキ、顔騎、足コキ、罵倒で小悪魔寸止め//暴発しちゃうMチンに跨り杭打ち騎乗位でエロエロ腰振りエンドレス絶頂!! キャンタマ枯渇するまで精子搾取連続中出し!!（8月23日、赤面女子）
- 素人娘 初めてのエロ尻ディルドオナニー (4)（9月1日、OFFICE K’S）
- 隣に住んでる爆乳女子大生 ぴっちりUネック姿で無自覚に誘惑してくるのに我慢できず連日中出し 月野かすみ（9月3日、かぐや姫Pt/妄想族）
- 子供が欲しい巨乳新妻の性欲は底なしで… 精子をせがまれ朝から晩まで種付けに明け暮れる 新婚孕ませ中出し温泉旅行 月野かすみ（9月10日、Million）
- バレたらヤバイ! 素人うさぎのもの凄いバキュームフェラチオ (1) たっぷり舌上発射編（9月17日、うさぎ/妄想族）
- あざと可愛いくて何が悪い? ～既婚上司を誘惑する小悪魔OL～ 月野かすみ（9月24日、h.m.p DORAMA）
- 献身相姦レイプ 弟を性犯罪者には絶対させない… 弟に自分をレイプさせ続ける、親にも内緒の自己犠牲 月野かすみ（9月24日、REAL）
- アナルのシワの数までハッキリわかる! ノーモザイク連続絶頂アナル見せオナニー 28（9月26日、アイエナジー）
- カワイイ巨乳素人お嬢さん! 童貞君にデカパイ授乳させてくれませんか!? 赤ちゃんみたいにデカパイをチューチューすわれて赤面発情（＾＾；）授乳手コキで暴発しちゃう童貞ち○ぽにムラムラ… そのままデカパイゆさゆさ生ハメ筆おろし中出しSPECIAL 2（9月27日、赤面女子）
- 飲み会中に友人の巨乳彼女のおっぱいを夢中で揉み続けてたら、嫌がりつつも自らパンツに手を入れオナニー。隣で寝ている彼氏にバレないよう声を押し殺して絶頂イキマ〇コに無許可中出し（10月8日、SCOOP）
- どこでもおしっこ! 素人娘の大放尿25人 スロー再生でじっくり鑑賞できるマニア向け映像 10（10月22日、かぐや姫Pt/妄想族）
- 精子好き女子のエロ活フェラ抜きマッチング 3（11月5日、MAX-A）
- もしも2人が交際したら…好きが溢れる1日になりました。一緒にご飯作ってシャワー浴びて胸を重ね朝まで抱き合った初めてのお泊りおうちデート月野かすみ 星乃夏月（11月7日、凸凹はぁと）
- 湯船の中で乳首が勃起するまでイジられ続け拒めずレズイキさせられた美乳娘 3（11月7日、ナチュラルハイ）
- 「触らない約束ならいいですよ…」 リモバイ挿れっぱなし施術でイってしまい火がついた女子大生メンエス嬢は拒んでいたのに自らチ○ポを挿れたがる（11月7日、ナチュラルハイ）
- 全国大会の応援で無人化した町に居残り2人だけ 今は人妻になった元カノと燃え上がり3日間不倫ハメしまくった 月野かすみ（11月12日、アリスJAPAN）
- 「今日もママで射精しましょうね…?」 異常愛を抱く巨乳母に軟禁されて、来る日も来る日も絶倫勃起してしまうチ○ポを支配射精させられ続ける僕の日常。 月野かすみ（11月12日、グローリークエスト）
- マッチングアプリナンパ中出し不倫SEX 001（11月14日、熟女LABO）
- 夫の部下に言い寄られ… 自宅で裏切りのNTR 月野かすみ（11月16日、MAXING）
- 色白デカ尻の家事代行おばさんに即ハメ! デカチンの虜になった人妻が翌日勝手に押しかけてきたので満足するまで何度も中出ししてあげた 36 月野かすみ（11月19日、DEEP'S）
- 【初回完全無料】【完全個室】【中出し】【隠しカメラ素材データ流出】イケメンピストが必ず堕とす人妻リゾートエステ 001（11月19日、熟女JAPAN）
- おま●この形状まるわかり! 薄いパンツの上からマン汁ぬるぬる透けオナニー 13（11月19日、かぐや姫Pt/妄想族）
- 推しの接吻は見てられない! 月野かすみ（11月21日、RADIX）
- マン毛も愛して… 清楚な顔してケツ毛までビッシリの剛毛J系 月野かすみ（11月26日、かぐや姫Pt/妄想族）
- カメラの前でおしっこする女 5（11月26日、グローリークエスト）
- ノーハンドフェラは奴隷の証! 14 手を使わずにフェラチオする11人の素人娘（11月26日、かぐや姫Pt/妄想族）
- 鉄フック マ○コ引き裂き失禁拷問 陸上部エース 剛毛Gスポット狂いイキ 月野かすみ（12月3日、ワンズファクトリー）
- 金玉空っぽにしてあげる ドSな彼女と朝が来るまで一晩中SEX 月野かすみ（12月3日、S-Cute）
- ヤレる人妻回春マッサージ37 中出し交渉盗撮（12月3日、変態紳士倶楽部）
- 飲み会終わりに終電を逃してしまった部下を泊めることに…妻には無い色白で柔らかいオッパイと積極的な誘惑に負け、朝まで何度も中出し不倫 月野かすみ（12月10日、Million）
- 1日1シーンずつ見進めるリアル射精管理 月野かすみ（12月10日、犬/妄想族）
- 愛が重すぎる妹の拘束乳首責め 逆夜這いでいいなりM男に調教された夜（12月10日、BAZOOKA）
- 淫乱保健医と男子生徒の絶頂イキまくり課外授業 月野かすみ（12月12日、WildOne）
- フライト前はムラムラ限界ねっとり甘い接吻で中出し誘導する人妻キャビンアテンダント 世界中のVIPを夢中にする絶品リップサービス 乗務のストレスを自慰プレイで発散 機長と部屋に直行し渡航先でもハメまくる 月野かすみ（12月17日、VENUS）
- 素人ナンパでセンズリ鑑賞 21 見るだけでいいんです! だからちょっと僕のチ●ポ見てもらえませんか?（12月17日、かぐや姫Pt/妄想族）
- エッチなお義姉さん好きですか? 僕の兄貴のお嫁さんは巨乳と中出しOKで僕を誘惑 月野かすみ（12月20日、h.m.p）
- おしっことマン汁でグッチョグチョになったパンティでチ〇ポをシゴかれる! おもらしパンティ手コキ（12月24日、犬/妄想族）

- 極上!! 三十路奥さま初脱ぎAVドキュメント 大島絢香（1月7日、熟女JAPAN）※「大島絢香」名義
- 関西発!! これが噂のマイクロビキニ専門メンズエステ!!（1月8日、LEO）
- 773日間精子を溜めた性豪既婚者とゴムを外して濃厚不倫中出しSEX 月野かすみ（1月10日、人妻花園劇場）
- セクハラママさんバレー! 11 ハイレグブルマ姿の人妻10人が挑む過酷なエロトレーニング（1月14日、かぐや姫Pt/妄想族）
- オナサポ!! 女子○生 着衣で全裸で挑発的ダンス 11（1月21日、かぐや姫Pt/妄想族）
- マジックミラー号 × Materiall 灼熱の夏! SEXonTheビーチを夢見る男たちを逆ナンパ＆連続中出しSEX4時間スペシャル（1月23日、Materiall）
- 恥辱、陵辱、とびっこ装着・繁華街デート! 27 月野かすみ（1月28日、セレブの友）
- よだれ & キスに溺れるレズビアンオナニーであなたを誘惑・挑発する8組16人の女たち（1月28日、セレブの友）
- えっ!! こんな場所で!? 素人娘のドキドキこっそりフェラチオ (3)（2月1日、OFFICE K’S）
- 本気の白濁マン汁を垂れ流してイキまくる!!素人娘のおま〇こズボズボ指オナニー 8（2月1日、OFFICE K’S）
- キスを断られた美人CAを仕事終わりに待ち伏せ! レズ堕ちするまで付きまとう潮吹きビアン女子大生（2月6日、DANDY）
- 近所の欲求不満な発情妻に勃起●を飲まされて、いきなりしゃぶられて2回連続で発射させられて、中出しで筆おろしまでされてしまった僕。2（2月7日、LEO）
- 全身ぬるぬるの快楽で男を責め続ける!! 性欲を最高潮に満たす超高級マットヘルス（2月11日、BAZOOKA）
- 放課後全身舐めまわしハーレム。（2月11日、Hsoda）
- おま●この形状まるわかり! 薄いパンツの上からマン汁ぬるぬる透けオナニー 14（2月11日、かぐや姫Pt/妄想族）
- 爆ヌキ鬼どぴゅパネェ性欲えげつねー卑猥女に唾液にゅっるにゅるでメスサド誘惑されたらもうわしゃオシマイや! いっぱいローションぬ～るぬる! トランス性交 月野かすみ（2月25日、ダスッ!）
- 涙のノンストップ激イカせSEX 50 月野かすみ（2月25日、セレブの友）
- W痴首舐められ性感道場 4 前田美波 月野かすみ（2月25日、アロマ企画）
- チクビアン 6 ビンビン乳首こねくりレズ性交（2月25日、レズれ!）
- 貞操観念逆天!? 色欲に目覚めた巨乳団地妻 月野かすみ 黒木れいな 西野絵美（2月28日、TMA）
- 汗と匂いとセックス 月野かすみ（3月4日、S-Cute）※配信作品「かすみ 5」(scute1490)のDVD版。
- 乳輪が敏感なことが妹にバレて笑われながらさんざん弄ばれるザコ乳首姉 月野かすみ 皆月ひかる（3月6日、電脳ラスプーチン）
- 憧れの女上司と2人きり… 7（3月7日、LEO）
- マジックミラーNTRエステ 隣で美乳スレンダーな彼女が寝取られているのに、僕は巨乳お姉さんの凄テクに抗えず、生中セックスしてしまった。 月野かすみ 美園和花（3月11日、Hsoda）
- 快楽堕ちし種付け性交にハマった清楚で素直な商店街の人妻たち（3月14日、ホットエンターテイメント）
- ギャル拘束逝かせアメイジング（3月18日、ミル）
- 会社で男はボク一人。女だらけの下着メーカーでひときわ目立つ性欲強めな美人上司に毎日搾られセクハラ三昧。 月野かすみ（3月25日、ROYAL）
- 完全CFNM 全裸ですけべ椅子に拘束され乳首弄りとトルネードオイル手コキ、いそぎんちゃく睾丸性感で骨抜きにされ続ける（3月25日、アロマ企画）
- やりすぎ家庭教師 月野かすみ（3月28日、h.m.p）
- あなたの初ヌード撮らせてください! 素人娘20人の全裸コレクション (5)（4月1日、OFFICE K’S）
- バイト先で働く美しい人妻を家に連れ込み中出しセックス 月野かすみ（4月8日、VENUS）
- 乳首オナニーでイク15人の女たち! Vol, 3 ～乳首いじって個性豊かに発情・メス化するド淫乱女優ドキュメント（4月8日、セレブの友）
- 本物全裸素人 セクシーヌードポーズファイル 4（4月8日、S級素人）
- 産婦人科痴○!! 25 何も知らない若妻に治療と称して中出しまでっ!!（4月10日、LEO）
- 剛毛痴女上司の強制クンニハラスメント 月野かすみ（5月6日、ミセスの素顔/エマニエル）
- 月野かすみの男女入れ替わり 巨乳義母編 ～ぎぼむすチェンジ!?～（5月8日、ROCKET）
- おっぱいをおっぱいで挟み合う‘パイパイズリ’の圧迫に大興奮! 巨乳ナースと巨乳患者が乳首と乳首で感じ合う退院までの乳くり1週間 月野かすみ 天月あず（5月8日、凸凹はぁと）
- 素股プレイでハプニング!! 姉がセックスの伝授中にガマン出来ずにヌルンと挿入!! 7（5月8日、LEO）
- 巨乳人妻温泉デート Hカップ＆剛毛の淫語痴女妻 みなみ 32歳（5月9日、ま○こ銀行）※「みなみ 32歳」名義
- 二人の新居を見に来た僕をぷにもち巨乳で誘惑する不動産レディ 婚約者に隠れて生ハメ杭打ちピストン音パンパンずっちゅん何もない部屋に響く中出し逆NTR内見に溺れてしまった 月野かすみ（5月13日、アリスJAPAN）
- 勝手に住みついてる陰キャ幽霊のカラダを好き勝手する話 幽霊だからいくら中出ししたって妊娠しない! スタイル抜群でかわいいドエロい女の幽霊に中出し三昧! 月野かすみ（5月13日、ROOKIE）
- ケツ穴のシワまで丸見えにして、アナタだけに見せつけるオナニーで激イキする15人の女たち! vol.5（5月13日、セレブの友）
- 素人なのにディルドオナニーで激しく感じちゃう一般人娘 16（5月20日、かぐや姫Pt/妄想族）
- 痴漢盗撮 & 中出し素人娘 媚薬オイルマッサージ Vol.51 超強力媚薬を配合したマッサージオイルを施術中に知らずに塗りこまれたオンナは、身体の火照りに驚き、チ〇ポを欲しがる自分に戸惑い、垂れ出したマン汁に恥ずかしがりながらも生ハメ中出しまで欲してしまう!（5月22日、親父の個撮）
- 『あっ♡ 勃起してるから元気ですよね♪』 エロ示談で保険料を帳消しにしてくる傷害保険調査レディ 月野かすみ（6月3日、DEEP'S）
- 社員旅行で狙われた新人OL 5（6月6日、LEO）
- オタサーにきた場違いな姫がパンチラ誘惑 目の前で僕の友達とのセックスを見せつけられて屈辱センズリ射精 月野かすみ（6月10日、BALTAN）
- 親父の後妻からの中出し要求 月野かすみ（6月10日、タカラ映像）
- オナサポ!! 女子○生 着衣で全裸で挑発的ダンス 13（6月17日、かぐや姫Pt/妄想族）
- まるっと! 月野かすみ（6月20日、プラネットプラス）※単体ベスト
- 顔で抜く! 超接写ディルドフェラチオ 2（6月24日、SEX Agent/妄想族）
- ～スケベ男子の大人の遊園地「五反田」の知られざる闇の実態～ 『裏風俗最前線』 コスパ最高、なのにサービスまで超最高の名店を発掘!! ≪お忍び隠れマンションに住み込みで働く風俗嬢3名≫（6月24日、SCOOP）
- 『AV初めて見たけど… こんなに興奮するんだ…』 巨乳若妻たちが初めてAV鑑賞したらまさかの発情でレズ大乱交!（6月24日、Hunter）
- 親友の妹と3年ぶりに偶然再会。「ずーっと片思いしてました。」と告白されて何度も種付け性交した2日間 月野かすみ（6月27日、h.m.p）
- セフレ以上、恋人未満。行きたい所はラブホテル!? 今日は一日、男の射精を見ていたい 月野かすみ（7月1日、S-Cute）
- 何コレ?! こんなの初めてっ!! 媚●がたっぷりしみ込んだ布が、第2の皮膚となって全身を覆う常識破りの快感エステ!! 6（7月10日、LEO）
- 素人ナンパでセンズリ鑑賞 22 見るだけでいいんです! だからちょっと僕のチ●ポ見てもらえませんか?（7月15日、かぐや姫Pt/妄想族）
- ようこそ おっぱいの楽園ー乳宮城へ! デカパイ美女を助けたら お礼に連れ込まれたのは人妻ハーレム天国!? 巨乳ボインばいん痴女にヤられまくった僕 小花のん 姫咲はな 月野かすみ（7月22日、マドンナ）
- 胸元ゆるゆるノーブラフェラ 2 ～見えてると見えてないのちょうど真ん中～（7月22日、SEX Agent/妄想族）
- ノーハンドフェラは奴隷の証! 16 手を使わずにフェラチオする10人の素人娘（7月22日、かぐや姫Pt/妄想族）
- 素人人妻をタイ古式マッサージの無料体験と偽り騙して癒して中出ししちゃいました 素人人妻4人GET!!!（7月26日、ビッグモーカル）
- ま○こ貸してくれる先輩 ギャルの先輩たちのお願いを聞いてあげたら俺トクのハメ放題の世界線が待っていた! 椿りか 月野かすみ（7月29日、ROOKIE）
- 大丈夫、おばさんに任せて!! 7（8月6日、LEO）
- デカパイ痴女のコスプレ淫語責め 月野かすみ（8月19日、グローリークエスト）
- ハイレグW痴女 北野未奈 月野かすみ（8月19日、ミル）
- 甘サド番長熱血指導 射精回数∞ チ○ポ奴隷に転職成功!! 爆乳5時間 キャリアアドバイザー（8月23日、ビッグモーカル）

### アダルトVR
- 初VR! 「おっぱいも大きくなって大人になったのにまだ恋愛対象外?」 彼女ができた翌日、久々に会った年下幼馴染の初恋爆発!「彼女と別れて!」略奪パイズリを断れず逆NTRされたアナタ（9月27日、OPPAI）
- 彼女の妹があざといノーブラ 確・信・犯・的 Jcupポロリ!! トラブル装った美乳見せつけ 逆NTR誘惑VR（10月20日、E-BODY）
- 巨乳には天井特化がよく似合う。 かれこれ姉のおっぱいをチューチューして10年…おっぱい星人にされた僕はこれからも姉の所有物です。（12月30日、kawaii）
- 妹のギャル友達に僕の部屋が占領されている件 木下ひまり 月野かすみ 氷堂りりあ 森日向子（12月31日、TMA）

- ひとりぼっちでいたら、はだかんぼの美人お姉さんに声をかけられ【水中で】こっそりエッチなイタズラをされた。～おかあさんと来た温泉での思い出～ 月野かすみ 水原みその（3月24日、SODクリエイト）
- 【夢の新風俗】温泉街で噂の… 巨乳おっパブ嬢が極上サービスしてくれる露天風呂 2 希咲アリス 水原みその 月野かすみ（4月21日、SODクリエイト）
- 天井特化アングルVR ～あざとすぎるオッパイ～ 月野かすみ（5月14日、KMPVR）
- 3年D組かすみ（Jカップ）放課後バイト ～男はみんな私の性奴隷。変態男なんて足で十分だよね？ほら! いけっいけっ汚い精子ぶちまけて! 腋、オッパイ、足であなたは窒息死ww 苦しんでる顔…もっと私に見せてね（愉悦）～ 月野かすみ（5月27日、TMA）
- 回春巨乳メンズエステ 月野かすみ（6月4日、KMPVR-bibi-）
- 1泊2日でず～～っとオチ●ポ攻撃する巨乳痴女医の逆セクハラ健康診断 月野かすみ（6月17日、KMPVR）

- ＜領域展開＞ 究極4P 密着おっぱいサンドイッチセックス。 父の再婚相手の連れ子の3人のお姉さんは超爆乳おっぱい!? 全員ヤリマンで、前後左右おっぱいにトリプル包囲させられ 3人全員を孕ませるまで何回も膣に射精させられた夏休み 月野かすみ 姫咲はな 松本菜奈実（1月16日、SODクリエイト）
- 【超艶肉感特化】都合のいい神乳Jcupなセフレと一ヵ月禁欲生活チャレンジ!! 焦らしに焦らされて我慢させられた常に欲求不満で色んな男を取っ替え引っ替えS●Xしまくりだったヤリマンは乳首コネクリイキで涎を垂らしながらの超絶ビンカンBODYに覚醒!! ケダモノのように求めてきて全身舐めでボクを責め立ててパイズリ狭射・乳首舐め手コキ発射・耳舐め手コキ発射・フェラ発射・キス手コキ発射・顔舐め手コキ発射・パイズリフェラ狭射・尻コキ発射・連続中出し 超艶肉感特化 何度も激イキSEX!! 月野かすみ（6月1日、肉きゅんパラダイスVR）
- 太腿マ○コに挟まれて僕のチンポは馬鹿になった…【腿コキ特化VR】15人完全撮りおろし（6月10日、こあらVR）
- 女の子に見られながら、乳首を弄られたい。（6月12日、KMPVR）
- スローセックスVR ～止まった時間が動き出す～ 月野かすみ（6月30日、KMPVR）
- このおっぱいに夢中になって、もう数ヶ月が過ぎます 月野かすみ（7月10日、KMPVR）
- ベロと舐めVR（7月19日、KMPVR）
- お節介な義姉のフェラチオ夢精チ●ポお掃除抗えない誘惑に中出し性交 月野かすみ（8月5日、KMPVR）
- ノーモザフェラVR (VRKM-1092)（8月26日、KMPVR）
- 美尻3姉妹に、尻に敷かれている弟の僕。四六時中、ずっーと美尻誘惑で強制勃起させられる夢の射精無制限の尻ハーレム生活 尾崎えりか 斎藤あみり 月野かすみ（9月2日、KMPVR）

- 【SEX禁止なのに本番出来ると噂】のおっパブでマシュマロJcupのS級神キャストが生挿入懇願! 揉み放題! 生ハメ放題! 中出し放題! 爆乳激揺れの剛毛早漏マ〇コに【素股手コキ・中出し3発】裏オプSPECIALコース! 月野かすみ（1月25日、こあらVR）
- 隣のセックスレスの若妻は生理2日前になると男をオイル & 唾まみれにしてベチャベチャに犯す 月野かすみ（2月2日、KMPVR-彩-）
- 友達を待つ間に相手をしてくれた巨乳お姉さんの好待遇VIPリップサービス 月野かすみ（2月24日、KMPVR）
- HQ 劇的超高画質 出張先でゲリラ豪雨… 相部屋の透けた女上司爆乳Hカップ ジロジロ見てしまい思わず勃起した! 僕のチ●コを煽りながら抜いてくれた淫語痴女SEX 月野かすみ（3月16日、ブイワンVR）
- 「おマ〇コおかしくしてぇぇ♡」旅行帰りにデカパイ神乳Jcupの肉食彼女に誘惑されて真昼間の車内で密着SEX! 【潮吹き & 痙攣絶頂】を繰り返す早漏ビチョ濡れ敏感ヴァギナを欲望全開で突きまくり【挟射・中出し4発・顔射】炎天下汗だくカーセックス 月野かすみ（3月26日、こあらVR）
- 徹底的に私を孕ませて。子供は欲しいが旦那とはご部沙汰な巨乳女社長との残業で中出し強要させられまくった夜 月野かすみ（5月9日、KMPVR-彩-）
- 飲み会後に突然の大雨。雨宿りついでに僕の家に上がり込んだ会社の後輩と… 月野かすみ（5月20日、KMPVR）
- 俺のことが好きすぎる性欲強めのJカップ彼女とイチャラブ全開完全受身の中出しSEX 月野かすみ（5月29日、P-BOX VR）
- 巨乳ヤリマンエステティシャンは男性客の辛抱たまらん顔にムラムラしちゃう 月野かすみ 【8K】（6月19日、P-BOX VR）
- 「あつい信頼感によってコーチに従順な巨乳競泳水着女子大生マッサージと称してフェチマッサージ中出しセックス」 月野かすみ（10月21日、SODクリエイト）
- 「元カレとできなかった本当にヤリたいエッチなことしたいの…ダメ?」 最近別れた女友達に逆デリヘル扱いされています。 月野かすみ（11月21日、VRパラダイス）
- 声が出せない状態でチ〇コを搾る、ふしだら女教師 月野かすみ（11月27日、MONDELDE VR）
- マンガ洗脳‘描いた事が現実になるペン’を使ってパワハラ担当編集に復讐!! 月野かすみ（11月28日、SODクリエイト）
- 神ま〇こ!! 「今、ピュって中に出したでしょ?」 Jカップの幼馴染に童貞筆おろしされ早漏暴発しても萎えない追撃ピストンで抜かずの連続中出し絶倫SEX 月野かすみ（11月29日、こあらVR）
- 初恋、ずっとあなたが好きでした 月野かすみ（12月4日、Cosmo Planets VR）
- 美女8人のケツ穴くぱぁ～を近距離ガン見VR 7（12月4日、P-BOX VR）
- 変態女教師によるオトナの性支配LESSON 不登校の息子に悩む父親を純白の美巨乳で手懐ける深夜の家庭訪問 月野かすみ（12月20日、KMPVR-彩-）
- 【逆ナース・逆メイド・逆セーラー・逆バニー】のエロ可愛いコスプレでお客様を完全ご奉仕! Jカップ神乳を揺らし早漏アクメ連発の無限射精OK中出し超VIPソープ 月野かすみ（12月27日、こあらVR）

- 8K 8人 ノーモザイクおシャブリ ディルドフェラ VR（1月15日、P-BOX VR）
- 視界操作VR やや主従関係の僕と年上彼女。敏感になった聴覚、より鮮明な視覚で痴女られるアブノーマルな同棲生活 月野かすみ（4月6日、KMPVR-彩-）
- フェラチオ尻観察VR 2（5月9日、AQUA）
- 顔射待ち顔でオナニー指示 2（5月16日、AQUA）
- 配送ドライバーNTR 欲求不満の人妻先輩と、仕事中に秘密のナマ中密会 月野かすみ（5月19日、SODクリエイト）
- 眼前のチ●ポから目が離せない女達のセンズリ鑑賞VR 4（5月23日、AQUA）
- これぞ8K! 酔いつぶれた元カノの濡れ髪がエロすぎて… 月野かすみ（6月28日、KMPVR）
- 月野かすみに沼る（7月11日、KMPVR）
- 親戚のお姉ちゃんの服の中に潜り込みかくれんぼ至近距離おっぱいマ●コに顔埋めてイジって舐めまくり家族が探しに来てもアへ声我慢で精いっぱいな敏感ボディに何度も密着生中出しした甥っ子ボク 月野かすみ（8月8日、アリスJAPAN）
- 在宅勤務でバタバタしてる彼女の巨乳もみもみイタズラ同棲生活 月野かすみ（8月15日、こあらVR）

### アダルト配信
- 「こんなにエッチが上手いなんて聞いてない!」マッチングアプリで連れ込んだ童顔×巨乳のヤリマンJDが凄テクに完堕ち!色白美肌を火照らせて発情潮吹きが止まらない!精子をねだって痙攣絶頂する早漏マ●コに中出しSEX!#004（10月14日、ドキュメントdeハメハメ）
- 【真性エロス解放アヘ顔連続アクメ】地味なデカパイ娘がドスケベ淫乱娘に大変身!生チンピストンの気持ち良さに脳イキ連続痙攣♪性欲ぶつけ合いの性獣セックス3射精!【しろうとハメ撮り#かすみ#20歳＃専門学生】（10月27日、MOON FORCE）
- 【『ちんちんでオナニーするの気持ちいい♪』変態オナニストJ○】発育大成功の美乳美尻ボディ女子○生彼女とイチャラブSEX♪隙あらば乳首&クリ弄り!?猿のようにパコパコしながらオナニーがやめられない♪さらさらポニーテールを揺らしながら淫語まみれでおじさん精子を搾り取り2射精!!【親子ほど年の離れたJ○とおじさんのカップル】（11月7日、しろうとまんまん）
- 【激しいピストン大好きな茶道部J系!】おしとやかで品のある、それでいてヤリマンなかすみちゃんとこねくしょん!浴衣で茶道のお手前まで披露してくれたかすみちゃんだが、実は激しく突かれるのが大好きなド変態女子校生wバッキバキに鍛え上げられたAV男優の鬼ガン突きピストンでイキ狂う姿はクラスメイトには絶対見せられないw生中出し3連発!!!【#J系こねくしょん。#16人目#18歳】（11月26日、素人CLOVER）

- 【初撮り】【清楚系JD】【スレンダー×爆乳】ピュアな性格なのにカラダはセクシー過ぎる美人大学生を発掘。デカチンをJ乳で挟み込む見事なパイズリを披露すると、男根の進撃に悦びを露わにして逝き果てる。 ネットでAV応募→AV体験撮影 1721（1月1日、シロウトTV）
- 月乃（1月11日、Imagine）
- 【配信専用】完全主観!!チ●コを完全に包み込む、Gカップ以上…極上巨乳パイズリ #6（1月27日、DOC）
- 《特典有》【電車痴漢】★今世紀最強JK登場★正統派アイドル顔に国宝級Hカップ★ジャングルマ○コで意識が飛ぶほどイキまくる!（1月28日、ゆず故障）
- 【瞳うるうるドM爆乳ナース】趣味が「お茶を煎れる事」だというおとなしめな准看護師を彼女としてレンタル!口説き落として本来禁止のエロ行為までヤリまくった一部始終を完全REC!!横浜デートを楽しんだあとはホテルで、ドMスイッチが入ったかすみちゃんと恋人セックス三昧!!喉奥ごきゅごきゅイラマチオ、ヨダレだらだらパイズリと、献身的なご奉仕を堪能して生ハメ合体!!セックスは全然おとなしくない爆イキ絶頂ナース!!首絞めとスパンキングで淫らにイキまくり爆乳を揺らしまくるJカップ准看護師の痴態にフル勃起&ヌキまくり必至!!!【勝ち確定】（2月6日、プレステージプレミアム）
- かすみ（2月23日、日払いちゃん）
- 【ぱいぱいズリ子。第5話】【Jカップ隠れ爆乳のアルカディア】ケイちゃん・19歳 中華料理屋バイト「巨乳で良かった事… ですか? …うーん、そうですね、強いて言えば、パックのジュースが置けますよ、おっぱいの上に。」（3月5日、BOING）
- 【SS級美少女】【超絶爆乳】かすみちゃん登場! 3月でもまだ厳しい寒さが続く日々に『セックスで温まりたいw』迷える浪人生は身も心も寂しい! イチャラブエッチでほっこり温まりたいwww 【Jカップ】【愛嬌満点】温まりたいと密着度100%! ねっとりフェラとパイズリにマシュマロJカップがフル密着ピストン!! 最初から最後まで余すことなく神乳を楽しめるSEXを見逃すな! かすみ 19歳 浪人生（3月15日、ARA）
- 月乃（4月7日、「イマジン」）
- ラグジュTV 1565 『…エッチなことがしたいんです』と語る知的な美人歯科医師が登場! ムチムチ豊満なグラマラスボディとピンク乳首の美巨乳をカメラの前で披露! ねっとり濃厚な焦らしプレイでピクピクと体を震わせ喘ぎ乱れる!! 沙織 28歳 歯科医師（5月25日、ラグジュTV）
- 【配信専用】悶絶! 寸止めオイル手コキ!! 勝手にイッちゃダメだからねっ? 6（6月10日、DOC）
- 【愛の巣NTR! 新婚クラッシャー】 ムチエロ過ぎる上品な若奥様が乱れ舞う…。ナンパ師の手により旦那のいない間にこっそり生々しい不倫デートに発展!! 男優とズブズブなセフレ関係になってもらった所でカメラ突入ww アポ無しで自宅訪問からの中出し不倫SEXをしっかりREC! 最後は自ら他人棒を求めの夫婦の聖域を汚しまくりベッドはぐちゃどろに!! ご懐妊不可避の膣奥中出し3回!!!の巻き レス中の欲求不満従順妻 かすみさん 27歳（6月13日、プレステージプレミアム）
- 《中出しドキュメント》 天然Jカップ最強美乳女神 月野かすみ＠ノースキンズ!（7月13日、ノースキンズ）
- 【寸止め焦らしプレイ】 SでもありMでもある超変態美女! おっぱいも尻もエロい! 普段は寸止め手コキで男を悦ばせているが、今回は立場逆転!? ガンガン責めてイカせまくる! 快感に抗えない下品な喘ぎがたまらないw 「おマ●コ壊れちゃうッ」 絶倫チ●コで奥をエグる! 撃墜ピストンで中出し本能セックス! 【PornGirl.4】 kasumi 20歳 PornGirl & 裏垢女子（8月7日、プレステージプレミアム）
- 【B96cm W57cm H85cm】 潮吹き中出し特化型アクメエステ天国 月野かすみ（8月12日、BonキュンBon）
- かすみ 2（scute1280)（11月4日、S-Cute）
- かすみ (scute1281)（11月19日、S-Cute）
- かすみ（11月22日、おっぱいちゃん）

- 悪夢ちゃんK010（2月21日、白昼夢）
- 【中出しCA! 緊急離陸SP】 イ●スタにエロい自撮りを載せる、爆乳&超スレンダー美脚の国際線CA二人組をSNSナンパ!! ファーストクラス級の高級リムジンでご奉仕プレイを堪能した後は、最上階スイートルームで乱気流ハーレム3Pセックス!!! ゴム無し生ハメでイミグレ貫通!! 絶頂までのワンウェイ・チケット!!! レズ、潮の飲みあい、コスプレSEX、何でもアリのフルサービスエアラインを堪能せよ!!! 【イ●スタやりたガール。スペシャル】 ハネダさん (25) & ナリタさん (25) / 国際線CA（2月26日、Jackson）
- 【ゲリラ豪潮注意】潮吹き中出し特化型アクメエステ6時間地獄逝かせコース（6月2日、BonキュンBon）
- かすみ（6月18日、えちえち素人）
- かすみさん（8月1日、素人ペイペイ）
- かすみちゃん (oreco394)（8月3日、俺の素人-Z-）
- かすみ (hmdnc640)（8月12日、ハメドリネットワークSecondEdition）
- かすみ 3 (scute1407)（8月20日、S-Cute）
- Tさん (gerk522)（8月22日、ゲリラ）
- kasumi（8月31日、ぎがdeれいん）
- Kさん (ore975)（11月21日、俺の素人）
- かすみ (ewdx466)（12月1日、E★人妻DX）

- ゆきな & かな（1月12日、イカセ素人）
- 【Jカップ神乳ご奉仕】こんなコが身近に欲しい国宝級肉便器! お願いされると断れないSEX大好きムチムチ巨乳JD登場ww ヨダレだらだら濃厚フェラ & 谷間の中はまるで膣内…極上パイズリ! 圧倒的なエロテクの数々を堪能したら生ハメ合体!! 肉感ボディにたっぷり3発射!! 【即ヤリゲッチュー】【かすみ】（1月19日、街角シロウトナンパ）
- K (oremo153)（3月8日、俺の素人-Z-）
- みんみん (marh020)（5月22日、素人ホイホイsweet!）
- @kasumiii_0126（5月28日、HamechinTV）
- 結婚式のドレスからずっとブラチラしてた女（6月11日、ヤミヤミ）
- かすみ 4 (scute1460)（6月28日、S-Cute）
- 【爆乳Jcup × 甘サド痴女】 普段は社長のちんぽ舐めてます。バブみ深めの爆乳おねえさん。アナルまで舐めてくれてJ乳によるパイズリ、杭打ち騎乗位で精子搾り取られちゃいました☆ 我慢できなくてスンマセン…社長秘書ってみんなエロいんですかねぇ… かすみさん 25歳 社長秘書（7月8日、えちサポ）
- つきの (hmdnc725)（8月10日、ハメドリネットワークSecondEdition）
- kasumi (htut641)（8月13日、人妻空蝉橋）
- かすみ (oreco813)（8月20日、俺の素人-Z-）
- かすみ (oreco837)（9月20日、俺の素人-Z-）
- かすみちゃん (orena029)（9月28日、俺の素人）
- 海老原佳純 (mywife657)（11月15日、舞ワイフ）
- かすみちゃん (einac002)（11月24日、いんすた）
- かすみ 2 (orena045)（12月1日、俺の素人）
- kasumi 2 (htut655)（12月9日、人妻空蝉橋）
- クリスマス乱交4P! 美爆乳美女&ガチド淫乱極上スタイルJD2人組と生々濃厚乱交連続ナマ発射!! コスに映えるWビッチ娘のエチエチ競演!! 女も惚れるオッパイを互いに舐め舐めむちゃエロイ!! みんな逝ってみんないいドチャしこサンタのエチエチプレゼント!? ダブル中出し性なる乱交SP!! つっきー & ひかる（12月23日、れいわしろうと）

- 【まんまる爆乳P娘の濃厚プレイで3連射SEX】【谷間が映える私服からの、、、、えちコスで魅せるおかわりSEXも収録!!】 手練れの爆乳のP活娘に3連射!! 大きなオッパイをフル活の濃厚P活!! ナカ出し2発!! 口内発射1発の3発!!（1月10日、れいわしろうと）
- かすみ (spcz015)（1月22日、しろうとパックンチョ!!）
- かすみ (kjsk021)（1月24日、素人ギャラリー）
- カスミさん 3 (orena053)（1月26日、俺の素人）
- KASUMI (yarr018)（1月30日、ヤレるパラダイス!）
- 【Jカップ痴女に搾り取られる】【生ハメ中出し】アプリで出会った爆乳人妻。破壊力が凄すぎるダイナマイトBODY。街中でも構わず俺の乳首やち●こを弄ってくるど痴女。獲物をいたぶるように男を責めてはま●こを濡らし興奮するど変態。空っぽになるまで搾り取られるように中出し。【独身男性(ワンちゃん) × 富裕層既婚女性】【密会ナマハメ撮り】case.6 かすみ 28歳 専業主婦（2月18日、プレステージプレミアム）
- かすみ 5 (scute1490)（2月22日、S-Cute）
- 人妻とカーセックス@かすみ (kitaike484)（3月10日、御茶ノ水素人研究所）
- かすみちゃん (hmpr011)（4月20日、ハメプラ!）
- サキ (sxfe005)（4月24日、素人ギャラリー）
- 人妻とマッサージ@かすみ (kitaike490)（5月9日、北池袋盗撮倶楽部）
- 【この便は甘サドCAの寸止めノン射精で運航中です♪】発情限界チ●ポに手コキシートベルトをお締めしますっ♪極上ぶっ飛び快楽天井サービス、シてあげるからガマンできるよね? NOZOMI（5月19日、プレステージプレミアム）
- かすみさん (wnso065)（6月6日、ワンチャンすこすこ.com）
- かすみさん 2 (wnso064)（6月6日、ワンチャンすこすこ.com）
- かすみ 6 (scute1511)（6月20日、S-Cute）
- かすみん & うららん (hrjn006)（7月11日、ハーレムジャーニー）
- 【これぞ歩くセックス!】身体がシコすぎるグラマラス! オナニー狂いの性欲マシマシ美女!【かすみ (22)】(docs093)（7月19日、独占ちゃん）
- かすみさん 3 (wnso069)（8月1日、ワンチャンすこすこ.com）

### イメージビデオ
- Kasumi 爆乳ももいろ遊戯（2021年5月6日、REbecca）
- Nostalgia 月野かすみ（2022年7月15日、ファインピクチャーズ）

### デジタル写真集
- Kasumi 爆乳ももいろ遊戯（7月16日、REbecca）
- 青春 #アオハル 月野かすみ（12月24日、プレステージ出版、撮影：C:TAKERU）※【グラビア写真集】と【ヌード写真集】の2種類あり。

- 家出少女とオジサンの小さな恋の物語（2月20日、プラネットプラス）
- ’濃い’のはお好き? 月野かすみ（11月22日、徳間書店、撮影：SATOSHI）

## その他製品

### アダルトグッズ
オナホール
- 神フェラ クラシック 月野かすみ（5月15日、ワイルドワン）

ローション
- 日本のローション 月野かすみ 180ml（2025年4月18日、ワイルドワン）

## 出演

### 音楽イベント
- 楽演祭 vol.20 夏休みSP（2022年8月31日、東京・池袋LIVE INN ROSA）[14]
- 楽演祭 vol.22 一足早いクリスマスSPライブ（2022年12月21日、東京・池袋LIVE INN ROSA）[15]